# Lo Kam Kuen
Lo Kam Kuen, född 23 augusti 1959, är en hongkongsk bågskytt. Han deltog vid olympiska sommarspelen 1984.